# Chinowiec

Cinchona pubescens

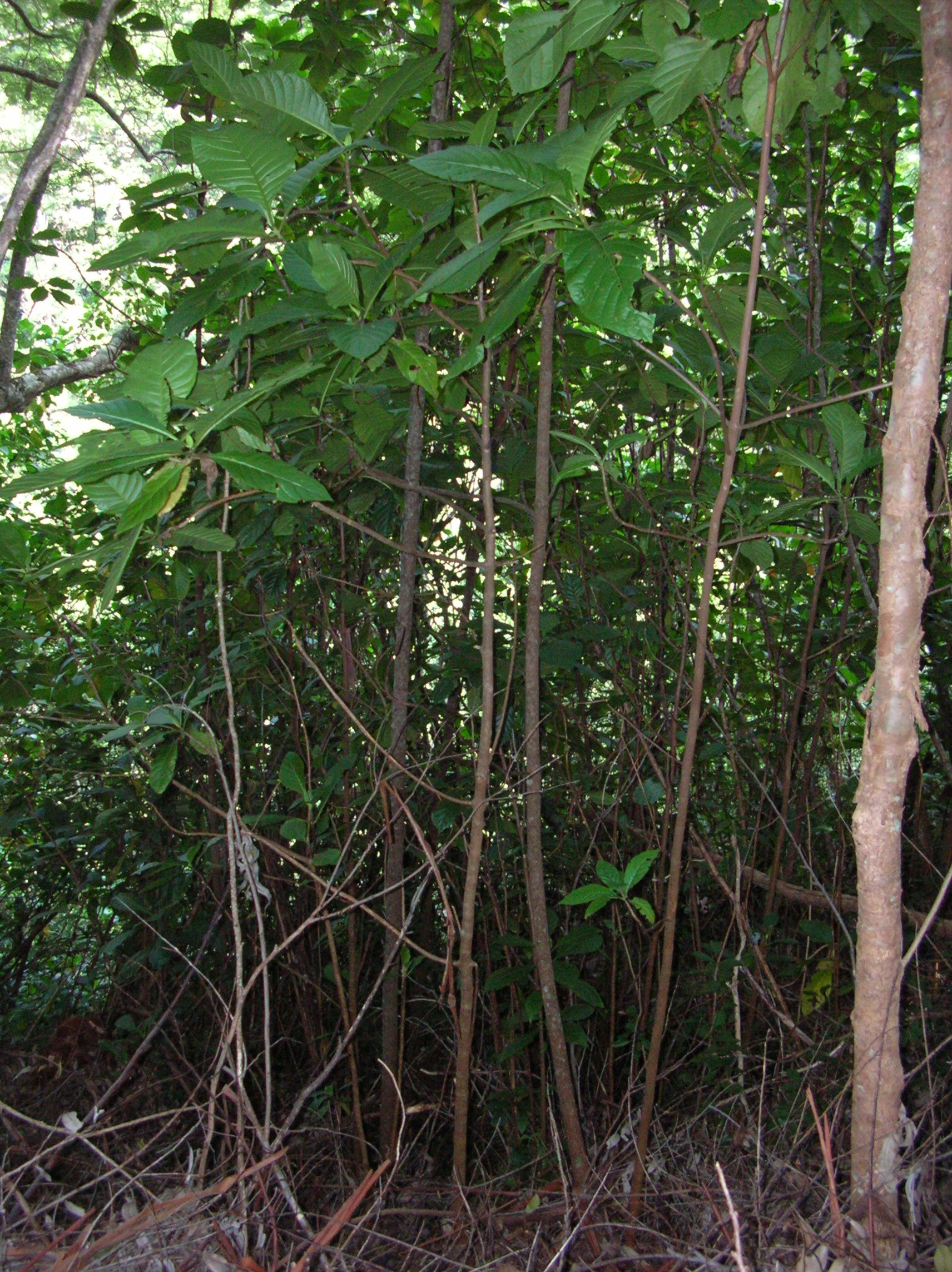
Cinchonia pubescens

Chinowiec, drzewo chinowe (błędnie: drzewo chininowe) (Cinchona L.) – rodzaj roślin z rodziny marzanowatych (Rubiaceae). Obejmuje ponad 40 – 60 tropikalnych gatunków, występujących w stanie dzikim w Andach. Niektóre gatunki obecnie są uprawiane w strefie międzyzwrotnikowej, m.in. na wyspach: Cejlon, Jawa, Jamajka, a także w Indiach, Australii, Nowej Gwinei i Afryce.

## Morfologia
PokrójDuże krzewy lub słabo rozgałęzione drzewa.
LiścieZimozielone, duże, naprzeciwległe, ogonkowe, skórzaste, błyszczące, całobrzegie o kształcie jajowatym lub szerokoeliptycznym. Mają odpadające przylistki.
KwiatyZebrane w duże wiechy, pięciokrotne, intensywnie pachnące, przeważnie różowe. Płatki zrośnięte w długą rurkę o odgiętych płatkach. Korona z zewnątrz owłosiona. Kielich drobny, 5-ząbkowy.
OwocMała, dwukomorowa torebka, pękająca od góry. Nasiona drobne, szeroko oskrzydlone.

## Systematyka
Synonimy
Kinkina Adans., Pleurocarpus Klotzsch, Quinquina Boehm.
Pozycja systematyczna według APweb (aktualizowany system APG III z 2009)
Należy do rodziny marzanowatych (Rubiaceae), która jest kladem bazalnym w obrębie rzędu goryczkowców (Gentianales) z grupy astrowych spośród roślin okrytonasiennych.
Pozycja w systemie Reveala (1993-1999)
Gromada okrytonasienne (Magnoliophyta Cronquist), podgromada Magnoliophytina Frohne & U. Jensen ex Reveal, klasa Rosopsida Batsch, podklasa jasnotowe (Lamiidae Takht. ex Reveal), nadrząd Gentiananae Thorne ex Reveal, rząd marzanowce (Rubiales Dumort.), podrząd Rubiineae Raf., rodzina marzanowate (Rubiaceae Juss.), podrodzina Cinchonoideae Raf., plemię Cinchoneae DC., podplemię Cinchoninae DC., rodzaj chinowiec (Cinchona L.).
Gatunki (wybór)
- Cinchona officinalis L. – chinowiec lekarski
- Cinchona succirubra Pav. – chinowiec soczystoczerwony
- Cinchona calisaya Wedd.
- Cinchona lancifolia Mutis
- Cinchona micrantha Ruiz & Pav.
- Cinchona pitayensis (Wedd.) Wedd.
- Cinchona pubescens Vahl

## Zastosowanie
- Surowiec: kora chinowców (łac. Cortex Cinchonae) zawierająca chininę i cynchoninę oraz inne alkaloidy, m.in. chinidynę (stereoizomer chininy) i cynonidynę (stereoizomer cynchoniny), (średnio ok. 3%, do 10% chininy). Z kory otrzymuje się lek do zwalczania malarii.
- Medycyna: podstawową cechą chininy jest hamowanie erytrocytarnych form zarodźca malarycznego (zarodźca zimnicy). Chinina jest szybko wchłaniana i równie szybko wydalana z organizmu. Niestety powoduje szereg skutków ubocznych: tłumienie ośrodkowego układu nerwowego, upośledzenie słuchu, ból i zawroty głowy. Obecnie naturalną chininę częściowo wyparły syntetyczne pochodne chininy, ale subtropikalne odmiany malarii są nadal odporne na syntetyki i najlepiej w zwalczaniu zarodźca sprawdza się naturalna chinina. Prócz tego chinina ma zastosowanie w ginekologii, bowiem pobudza i wzmacnia skurcze macicy we wczesnych fazach porodu. Co więcej działa też przeciwgorączkowo i jako specyfik antyarytmiczny, jednak w tym ostatnim przypadku lepiej działa jednak chinidyna. Natomiast odwar z kory chinowca podawany bywa w zaburzeniach trawienia, niedokwaśności, braku apetytu, stanach ogólnego osłabienia, niedokrwistości, uporczywych zaparciach, nerwobólach i skurczach mięśni.
- Historia: już Inkowie znali zastosowanie chinowca. Tłuczoną korę macerowali jeden dzień wodą i podawali chorym na gorączkę (febrę). Po przybyciu hiszpańskich konkwistadorów do Ameryki Południowej, w okresie między rokiem 1620 a 1630 jezuiccy misjonarze dowiedzieli się o leczniczym działaniu kory chinowca. Wkrótce zastosowano ją w leczeniu gorączki, która była spowodowana malarią, a w 1632 roku przywieziono ją do Europy. Pierwsze siewki poza Ameryką Południową uzyskano w Paryżu i Londynie w 1848 w ogrodach botanicznych z nasion sprowadzonych z Boliwii. W latach 1854–1856 przemysłowe plantacje chinowca, wywiezionego z Peru przez Gascarla założono na Jawie w Hakgala.